# Idioma tangut
El tangut (en tangut, ; lit. «idioma aborigen» o «bárbaro»; en chino tradicional, 西夏語; en chino simplificado, 西夏语; pinyin, Xīxià yǔ; Wade-Giles, Hsi Hsia Yü) es el idioma tibeto-birmano que se hablaba en el Imperio tangut. Algunos lingüistas lo clasifican entre las lenguas qiang, aún habladas hoy en día por la minoría étnica china de los qiang. Está relacionado de forma muy distante con las lenguas tibetana y birmana, y posiblemente también con el chino.

## Aspectos históricos, sociales y culturales
El tangut fue una de las lenguas en uso del Imperio tangut, que existió como un estado independiente de la dinastía china Song desde el principio del siglo XI hasta su derrota definitiva, en 1227, frente a Gengis Kan, el conquistador mongol. 

## Escritura tangut
El sistema de escritura tangut, al que el lingüista Sofronov se refirió como uno de los más complejos de la historia de la humanidad (Sofronov, 1968), fue creado mediante un decreto del emperador Li Yuanhao en 1038. El diseño del sistema fue responsabilidad de Yeli Renrong (野利仁荣), un letrado próximo a la familia imperial. Tras la destrucción del imperio, el sistema de escritura se mantuvo en uso al menos hasta las postrimerías del siglo XV.
La mayor parte de los textos tangut conservados se obtuvieron en las excavaciones de Khara-Khoto en 1909 durante la expedición de Kozlov, y estos documentos se encuentran en la actualidad en San Petersburgo. Se han conservado también las versiones en tangut de los clásicos confucianos y del canon budista, así como numerosos textos propios de la cultura tangut.
En el sistema de escritura tangut, la relación entre el signo escrito y la pronunciación es incluso más vaga que en el chino moderno. Mientras que en el 90% de los caracteres chinos se puede reconocer un elemento de valor fonético, la proporción se reduce a apenas un 10% en el caso del tangut, según Sofronov. Por ello, para reconstruir de la fonología del tangut ha de recurrirse a otras fuentes.
El descubrimiento del Fanhan heshi zhangzhongzhu (番汉合时掌中珠), un glosario bilingüe tangut-chino, permitió a Ivanov (1909) y a Laufer (1916) proponer reconstrucciones iniciales e impulsar el estudio comparado del tangut. Este glosario indica la pronunciación de los términos tangut mediante caracteres chinos, y la pronunciación de los caracteres chinos mediante caracteres tangut. La segunda fuente que ha permitido reconstruir la pronunciación original del tangut es el corpus de transcripciones tibetanas del tangut. Esta información fue estudiada por vez primera por Nevsky (1925).
No obstante, estas dos fuentes no eran por sí mismas suficientes para una reconstrucción sistemática del tangut. En realidad, estas transcripciones no estaban escritas con la intención de proporcionar una descripción precisa de la pronunciación del tangut, sino como una indicación aproximada de la pronunciación en un sistema ajeno, chino o tibetano.
La tercera fuente, que constituye la base de las reconstrucciones modernas, consiste en los diccionarios monolingües del tangut, conocidos actualmente por sus nombres chinos: el Wenhai (文海), dos ediciones del Tongyin (同音), el Wenhai zalei (文海杂类) y otro diccionario sin título. El registro de la pronunciación en estos diccionarios se hace de acuerdo con el sistema chino del fanqie (反切), tomado de la tradición lexicográfica china. Aunque estos diccionarios muestran discrepancias en detalles menores, todos adoptan el mismo sistema basado en 105 rimas. Un cierto número de estas rimas muestran una distribución complementaria con respecto al lugar de articulación de los sonidos iniciales de las sílabas. Por ejemplo, las rimas 10 y 11 y las rimas 36 y 37, lo cual muestra que los eruditos que compilaron estos diccionarios habían hecho un análisis fonológico muy preciso de su propia lengua.
A diferencia de las transcripciones en otras lenguas, el fanqie tangut hace distinciones entre las rimas de una manera sistemática. Gracias a esto, en la actualidad disponemos de un buen conocimiento de la fonología de la lengua tangut. A pesar de todo, es preciso comparar el sistema fonológico de los diccionarios con las otras fuentes, las transcripciones chinas y tibetanas, para poder asignar un valor fonético a las rimas de los diccionarios tangut.

## Descripción lingüística

### Clasificación
El tangut es una lengua tibetano-birmana que tradicionalmente fue considerada una lengua del grupo qiang. LaPolla (2003), clasifica al tangut dentro de las lenguas rung que también incluyen a las lenguas qiang. Sin embargo, la hipótesis rung es muy criticada por muchos especialistas. Más recientemente, el tangut ha sido clasificado de forma más convincente dentro de un grupo que contiene las lenguas horpa.